# استودی
استودی (به انگلیسی: Stody) یک روستا و محله مدنی در بریتانیا است که در North Norfolk واقع شده‌است. استودی ۷٫۹۹ کیلومتر مربع مساحت و ۱۸۵ نفر جمعیت دارد.